# 사노 미즈키
사노 미즈키(일본어: 佐野 瑞樹, 1973년 9월 26일 ~ )는 일본의 배우이다.
시즈오카현 후지노미야시 출신. 시즈오카 현립 후지노미야 니시 고등학교로부터 시즈오카 대학 인문학부 법학과를 졸업. 남동생은 배우 사노 다이키.

## 약력
- 1991년 9월 26일, 쟈니즈 사무소에 입소.
- 1993년말에 J-Eleven의 멤버가 되지만, 곧바로 그룹이 소멸.
- 1994 매년 닛폰 TV의 프로그램 《운난의 우주 제복 선언》 내에서 S·O·S를 결성. 동년 Kinki Jr.에 소속해 KinKi Kids의 백을 맡는다.
- 1995년에 V6의 사카모토 마사유키 등과 함께 쟈니즈 Sr.로서 활약해, 1996년까지 히카루GENJI·SMAP·V6·KinKi Kids의 백 댄서를 맡았다.

## 인물
- 후지 TV의 사노 미즈키 아나운서와 동성 동명.
- 인기 만화 《아름다운 그대에게》의 주인공인 사노 이즈미의 모델이다 (원작자가 권말에 기재).

## 출연

### 드라마
- 맛의 달인 (1995년, TV 아사히) - 유스케 역
- SALE! (1995년, TV 아사히) - 콘도 코지 역
- 김전일 소년 사건부 (1995년 ~ 1996년, 닛폰 TV) - 마카베 마고토 역
- V의 염 (1995년, 후지 TV) - 본인 역
- 신부는 16세! (1995년, TV 아사히) - 타치바나 다이스케 역
- 누군가가 누군가를 사랑하고 있다 (1996년 3월 29일, TBS) - 오노 히로시 역
- 학교괴담 R 〈혼자만의 동창회〉 (1996년 7월 20일, 칸사이 TV) - 요시하시 이사오 역
- 소년 서스펜스 제5화 〈양호실에서 본 공포!〉 (주연, 1998년, TV 아사히) - 카오루 역
- 경시청 수사 파일 사쿠라서의 여자들 (2007년 7월 25일, TV 아사히) - 아츠히코 역
- 신부 (2012년 1월 2일, TBS) - 카타쿠라 료이치 역
- 내일의 빛을 잡고 -2013 여름- (2013년 7월 18일 ~ 22일, 토카이 TV) - 히구치 하야토 역
- 금요 프레스테이지 〈여의·쿠라이시 쇼코 3~죽음의 최종 진단~〉 (2014년 6월 13일, 후지 TV) - 카와카미 미츠오 역

### 영화
- 심령 (1996년) - 타카 역
- 김전일 소년 사건부 상하이 인어전설 (1997년) - 마카베 마고토 역